# Las Chacras (La Capital)
Las Chacras es un barrio ubicado en la ciudad de Juana Koslay, departamento Juan Martín de Pueyrredón, provincia de San Luis, Argentina. Se encuentra unos kilómetros al este de la ciudad de San Luis. Fue uno de los barrios más afectados por el sismo de San Luis de 1936.

## Población
Contaba con 667 habitantes (Indec, 2001). Forma parte del componente Juana Koslay, que cuenta con 12,467 habitantes (Indec, 2010) y que integra la metrópolis del Gran San Luis.

## Monumento al Pueblo Puntano de la Independencia
Se encuentra a 10 km de la ciudad de San Luis y a 780 m s. n. m. (metros sobre el nivel del mar). Aquí funcionó en la llamada Chacra de Osorio, un campamento de reclutamiento destinado a preparar granaderos a la orden del general José de San Martín, para su glorioso ejército que contribuyó a liberar a Chile y Perú.
Este monumento se encuentra en el denominado Parque Provincial Campamento de las Chacras, en lo cual confluye lo deportivo, histórico, lo ecológico y el esparcimiento.
Cuenta con la Plaza América, Portal de los Cóndores, Casa Histórica de la familia Osorio, Anfiteatro Patricias Puntanas, Zonas de Recreo, Reserva Natural Francisca “Pancha” Hernández y el Club Valle de las Chacras.
La importancia de este solar, singular enclave geográfico, está ligado a su pasado histórico como símbolo permanente de la contribución Sanluiseña a la Campaña Libertadora emprendida por el General José de San Martín.

### Historia
Hacia 1819, la contribución de San Luis a la causa independentista ya había superado los 5.000 hombres. En octubre de ese año, el entonces teniente gobernador de San Luis y el coronel Vicente Dupuy, organizó un campamento para la realización de maniobras militares y, en la vieja casona del predio instaló un pequeño comando, armería, hospital y almacén para abastecimiento de los futuros escuadrones. Allí se fueron reuniendo los voluntarios sanluiseños, entre ellos Juan Pascual Pringles, uno de los más sobresalientes soldados de San Luis. Pero no sólo soldados se concentraron en las Chacras, porque incontables y anónimos brazos sanluiseños produjeron desde sables hasta herramientas y monturas.
En 1950, Victor Saa reclamaba “el monumento que la justicia histórica debe cargar en la cuenta del agradecimiento póstumo, tarde sin duda, quizás porque la posteridad actual se siente aún comprometida por aquello de que pudiera parecer más que merecimiento impoluto, complacencia familiar localista, ya que, el protagonista heroico fue el Pueblo Puntano de la Independencia”. En una observación va más allá y puntualiza: “Es San Martín mismo quien (desde su monumento) señala con el índice el lugar donde debe erigirse el monumento al pueblo puntano de la independencia, sitio que hoy no pasa de explanada solitaria arrullada por recuerdos heroicos y que esconde, más que muestra, la descuidada expresión de un pobrísimo homenaje foráneo al Libertador”. Cuarenta años más tarde, el reclamo comenzaba a hacerse realidad. Se realiza una convocatoria nacional con miras a erigir el citado monumento.Finalmente se inauguró el 17 de agosto de 1991, en ocasión del 141° Aniversario de la muerte del libertador General José de San Martín.